# امیرآباد (اسلام‌آباد غرب)
امیرآباد خان منصور (اسلام‌آبادغرب)، روستایی از توابع بخش مرکزی شهرستان اسلام‌آباد غرب در استان کرمانشاه ایران است.

## جمعیت
این روستا در دهستان حومه جنوبی قرار دارد و براساس سرشماری مرکز آمار ایران در سال ۱۳۸۵، جمعیت آن ۱٬۲۱۹ نفر (۲۷۷خانوار) بوده‌است.